# Margareta-Ratten
Die Margareta-Ratten (Margaretamys) sind eine Nagetiergattung aus der Gruppe der Altweltmäuse (Murinae). Die Gattung umfasst drei Arten.
Margareta-Ratten erreichen eine Kopfrumpflänge von 10 bis 20 Zentimetern und eine Schwanzlänge von 15 bis 29 Zentimetern. Das Fell ist an der Oberseite braun oder graubraun und an der Unterseite weißgrau gefärbt.
Diese Nagetiere leben auf der indonesischen Insel Sulawesi. Ihr Lebensraum sind Wälder vom Meeresspiegel bis in 2300 Meter Seehöhe. Sie sind Baumbewohner, ansonsten ist über ihre Lebensweise wenig bekannt.

## Systematik
Die Margareta-Ratten werden innerhalb der Altweltmäuse in die Pithecheir-Gruppe eingeordnet.
Es gibt drei Arten:
- Margaretamys beccarii im nordöstlichen und mittleren Sulawesi,
- Margaretamys elegans in Bergländern in Mittelsulawesi und
- Margaretamys parvus, ebenfalls in Bergländern in Mittelsulawesi.

Die Lebensraumzerstörung stellt für die Margareta-Ratten die Hauptbedrohung dar. Die IUCN listet M. beccarii als „gefährdet“ (vulnerable) und M. elegans als „gering gefährdet“ (near threatened), für M. parvus gibt es zu wenig Daten.